# Гем C
Гем С — вид гема, отличается от гема B наличием тиольных групп.

## История
Точная структура гема С была опубликована в середине XX века шведским биохимиком К. Г. Паулем. Эта работа подтвердила верность формулы, предположенной ранее великим шведским биохимиком Хуго Теореллем. В 1975 году структура гема С была подтверждена экспериментально методами ядерного магнитного резонанса и инфракрасного излучения на восстановленной, Fe(II), форме гема. Впервые структура гема С, включая абсолютную стереохимическую конфигурацию тиоэфирных связей, была показана для белка позвоночного, а ныне и для многих других гем-С-содержащих белков.

## Свойства
Гем С отличается от гема В тем, что два боковых винильных радикала заменены двумя ковалентными тиоэфирными связями с ферментом. Эти связи не позволяют ему так легко отсоединится от холопротеина или цитохрома с по сравнению с гемом В, который может отсоединится от гемопротеиновых комплексов даже при мягких условиях. Это делает возможным существование неизмеримо большого числа различных структур цитохромов, выполняющих различные функции, и работающих в основном как переносчики электронов.
Количество молекул гема С, присоединённых к одной молекуле белка достаточно широко варьирует. Для клеток позвоночных животных действует правило: один белок — один гем, но у бактерий обычно бывает 2, 4, 5, 6 или даже 16 гемов С на один холопротеин. Считается, что определённое количество и взаиморасположение гемов, не только связано с функциями белка, но и абсолютно необходимы. Например, белки содержащие несколько гемов С участвуют во множественном переносе электронов, особенно важной является реакция 6-ти электронного восстановления, необходимая для восстановления атмосферного азота до двух молекул аммиака. Для бактериальных гемопротеинов характерно высокое соотношение гемов С к аминокислотам, поэтому внутренняя часть некоторых цитохромов с часто оказываются полностью упакованной большим количеством групп гемов, по сравнению с обычными гемопротеинами. Некоторые из них, обычно из одноклеточных организмов, могут содержать до пяти гемов С. Ещё одним важным ферментом, содержащим гем С, является Коэнзим Q - цитохром c редуктаза.
Тиоэфирные связи, по-видимому, многократно увеличивают функциональность холопротеинов. Обычно цитохромы с можно «точно настроить» на большое количество окислительно-восстановительных потенциалов, чем цитохромы b. Возможно именно по этой причине цитохром с практически вездесущ на всех уровнях жизни. Гем С также играет важную роль в апоптозе клеток, когда всего несколько цитоплазматических молекул цитохрома с, содержащих гем С, приводят к программируемой смерти клеток.
Вдобавок к ковалентным связям, железо в геме С дополнительно координируется двумя аминокислотными цепями по 5-й и 6-й координационным связям,, что делает его шестикоординированным. Именно это позволяет железу в цитохроме менять свою валентность, в отличие от железа в гемоглобине, которое вне зависимости от присоединения или отдачи кислорода остаётся двухвалентным. Например, цитохром с млекопитающих и тунца содержит единственный гем С одновременно скоординированный цепями из гистидина и метионина. Возможно именно из-за двух ковалентных связей, удерживающих гем, железо в геме С иногда лигируется аминогруппой лизина или даже водой.